# Ryan AQM-91 Firefly
El Ryan AQM-91 Firefly fue un vehículo aéreo no tripulado desarrollado durante la Guerra de Vietnam para misiones de reconocimiento de largo alcance, especialmente dentro del espacio aéreo chino.

## Desarrollo
El Modelo Ryan 147 Lightning Bug fue probado con éxito en Vietnam en los años 1960s, pero no tenía un rango suficiente como para volar sobre China y volver. En particular, las instalaciones nucleares de investigación en Lop Nor quedaban lejos del Lightning Bug y apenas podían llegar los Lockheed U-2, que había empezado a convertirse en un aparato muy vulnerable a los misiles tierra-aire. La Inteligencia estadounidense pidió un vehículo no tripulado de largo alcance y con un alto grado de supervivencia. Tales requerimientos llevaron a un nuevo diseño completo, no en una modificación de los drones existentes.